# Sea World
 (janvier 2016).
Si vous disposez d'ouvrages ou d'articles de référence ou si vous connaissez des sites web de qualité traitant du thème abordé ici, merci de compléter l'article en donnant les références utiles à sa vérifiabilité et en les liant à la section « Notes et références ».
Cet article concerne un parc de loisirs australien. Pour le groupe de parcs américains, voir SeaWorld.
Sea World est un parc d'attractions, oceanarium et delphinarium australien situé sur la Gold Coast, dans l’État du Queensland. Il comprend des manèges et attractions et présente des animaux marins. C'est l'un des deux delphinariums d'Australie.
Tout comme Warner Bros. Movie World Australia et le parc aquatique Wet'n'Wild Water World, il est géré par Village Roadshow Theme Parks, la division parcs de loisirs de la multinationale australienne Village Roadshow.

## Historique
Sea World est fondé par Keith Williams en 1958. Il était à l'origine connu sous le nom Surfers Paradise Ski Gardens, qui présentait des « spectacles de ski nautique combinés à la comédie, au ballet aquatique et à l'action » à Carrara. 
En 1971, Surfers Paradise Ski Gardens est transféré sur le cordon littoral de Southport. D'importants travaux de dragage furent nécessaires à la construction du nouveau lac pour le ski nautique. Un an plus tard, le parc change de nom et devient Sea World avec l'introduction de dauphins, d'animations marines, d'une réplique du galion Endeavour, d'une piscine, d'un restaurant et d'une boutique. 
En 1976, il fait l'acquisition d'un parc marin concurrent, Marineland of South Australia (Adelaïde), en transfère les animaux (dont six dauphins) et les expositions jusqu'à son site et construit de nouveaux magasins et points de restaurations.
Le 2 janvier 2023, une collision en vol entre deux hélicoptères du parc fait quatre morts et huit blessés. Selon les témoignages, l'accident a lieu lorsqu'un hélicoptère décollait et l'autre atterrissait. Sea World Helicopters est exploité par une société externe même si les hélicoptères portent la marque du parc et décollent d'un terrain qui lui appartient.

## Attractions et spectacles

### Attractions
| Nom                             | Type                        | Constructeur          | Ouverture |
| ------------------------------- | --------------------------- | --------------------- | --------- |
| Battle Boats                    | Splash Battle               | Mack Rides            | 2010      |
| Bert and Ernie's Big Dive       | Tower                       | Heege Freizeittechnik | 1999      |
| Big Bird Bounce                 | Tour de chute junior        | Zamperla              | 2007      |
| Elmo's Sea Subs                 | Manège avions               | Zamperla              | 1999      |
| Jet Rescue                      | Montagnes russes lancées    | Intamin               | 2008      |
| Oscar's Sweep the Beach         | Parcours de petits voitures | Zamperla              | 1999      |
| Sea Viper                       | Montagnes russes en métal   | Arrow Dynamics        | 1982      |
| Sea World Mono Rail             | Monorail                    | CWA Constructions     | 1986      |
| Sky High Skyway                 | Télécabine                  | Arrow Dynamics        | 1989      |
| Storm Coaster                   | Montagnes russes aquatiques | Mack Rides            | 2013      |
| The Cookie Monster Cup Carousel | Carrousel                   | Arrow Dynamics        | 1981      |
| Viking's Revenge Flume Ride     | Bûches                      | Sea World             | 1978      |

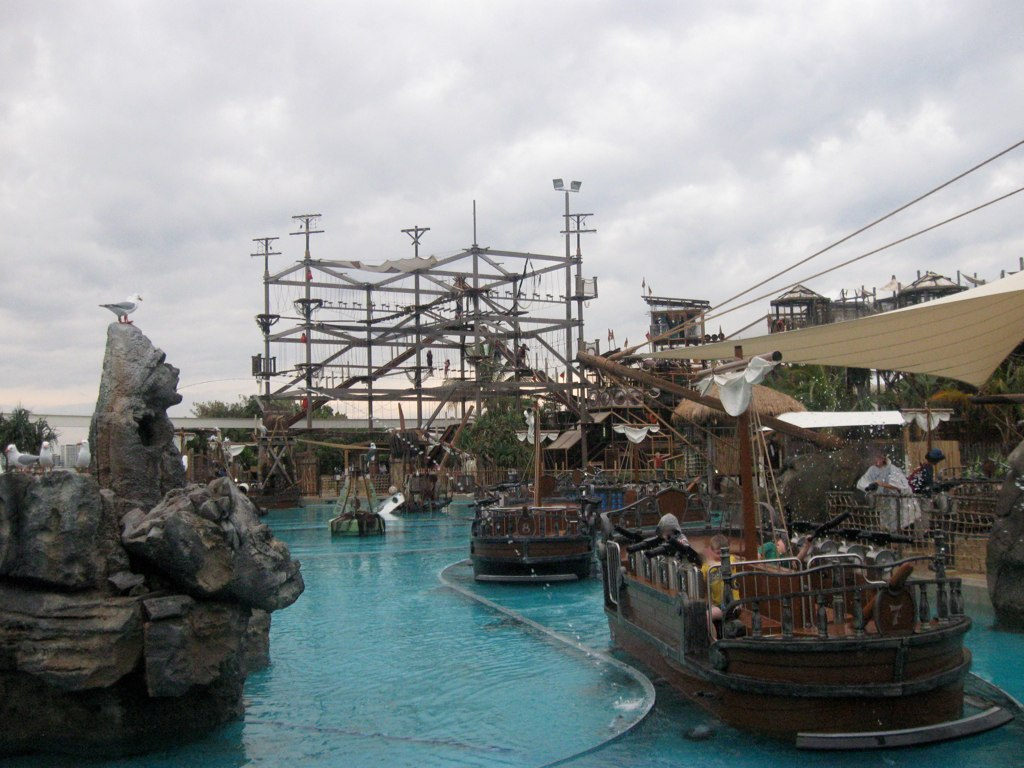
Battle Boats
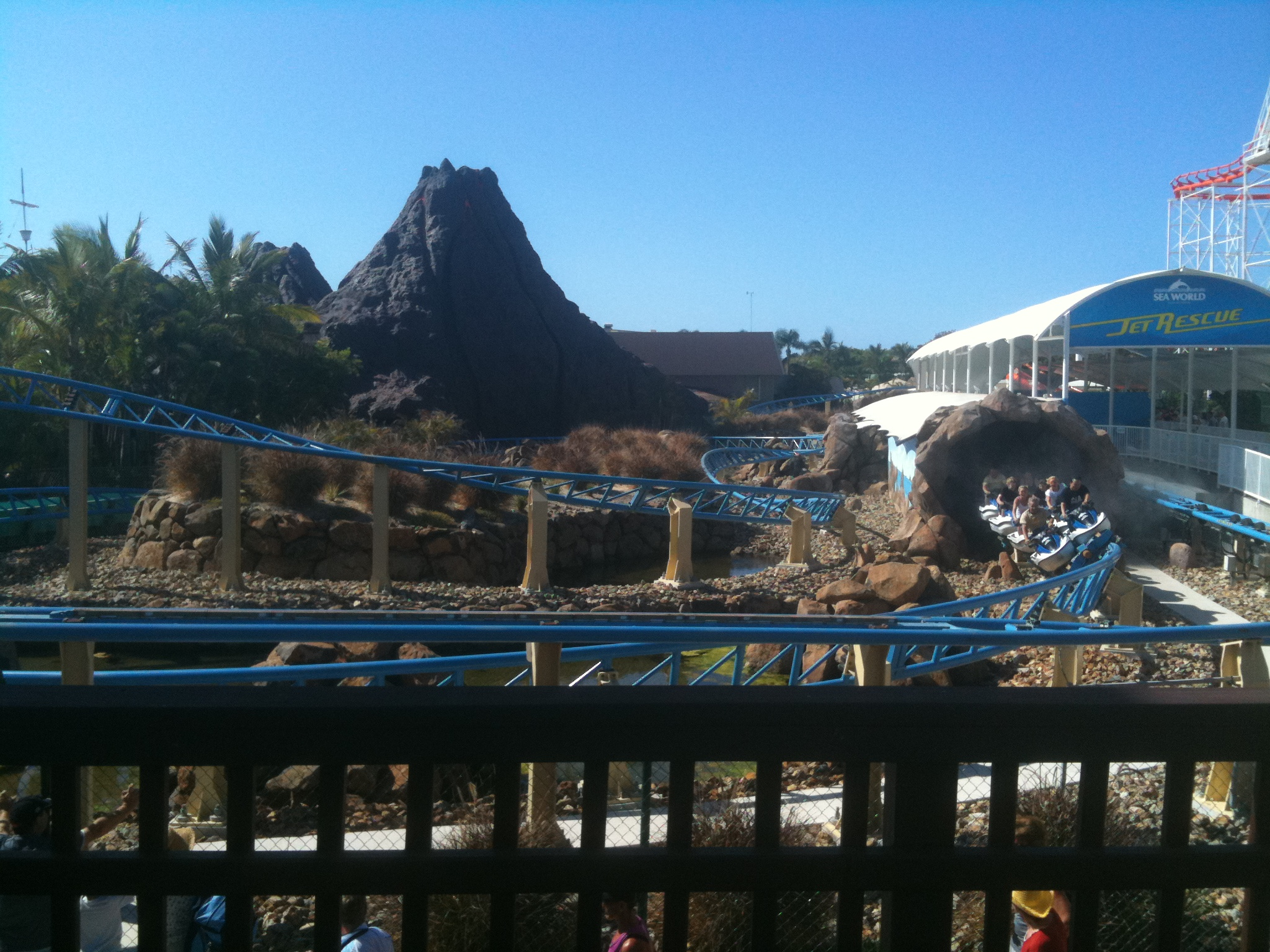
Jet Rescue
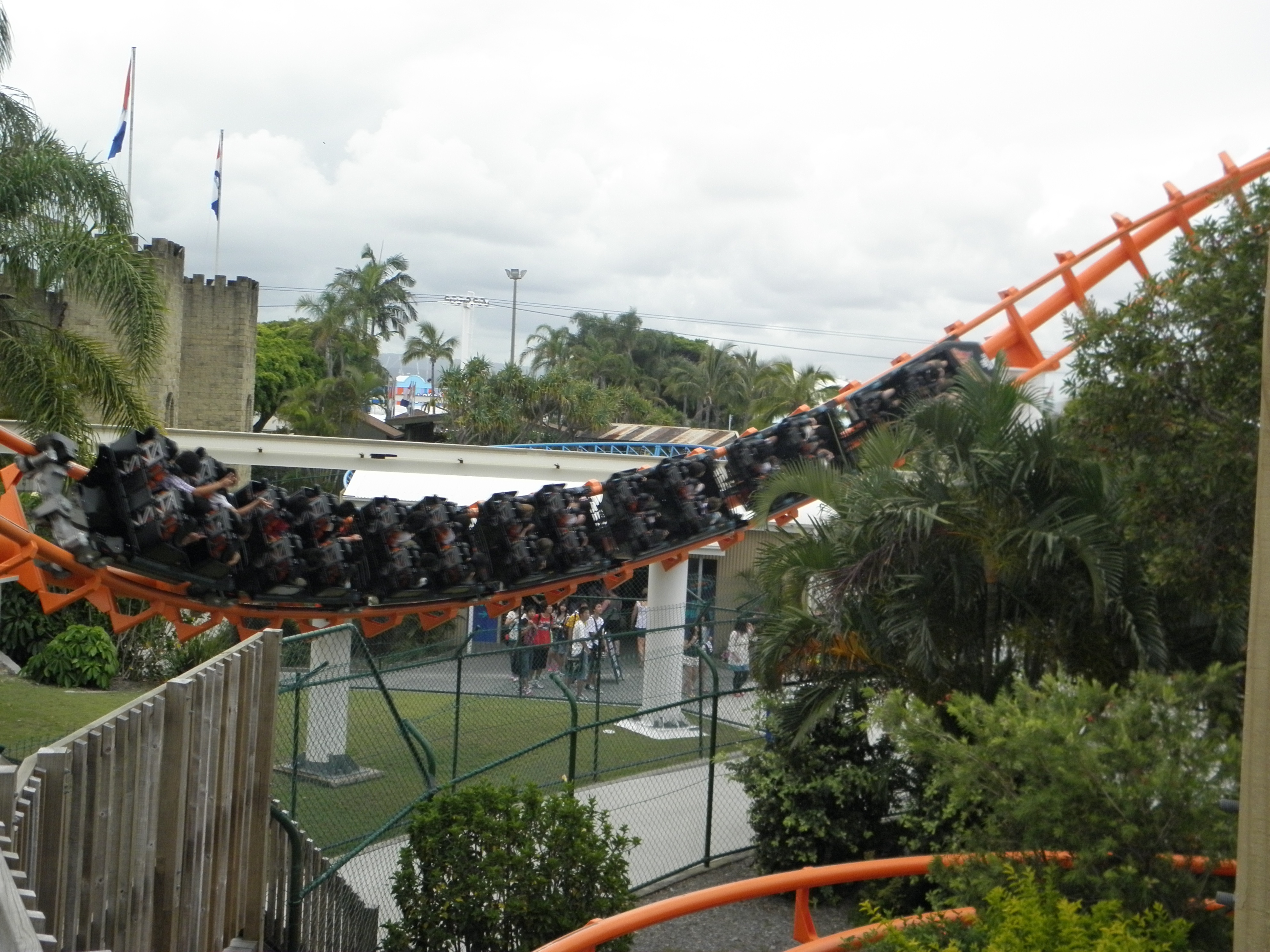
Sea Viper
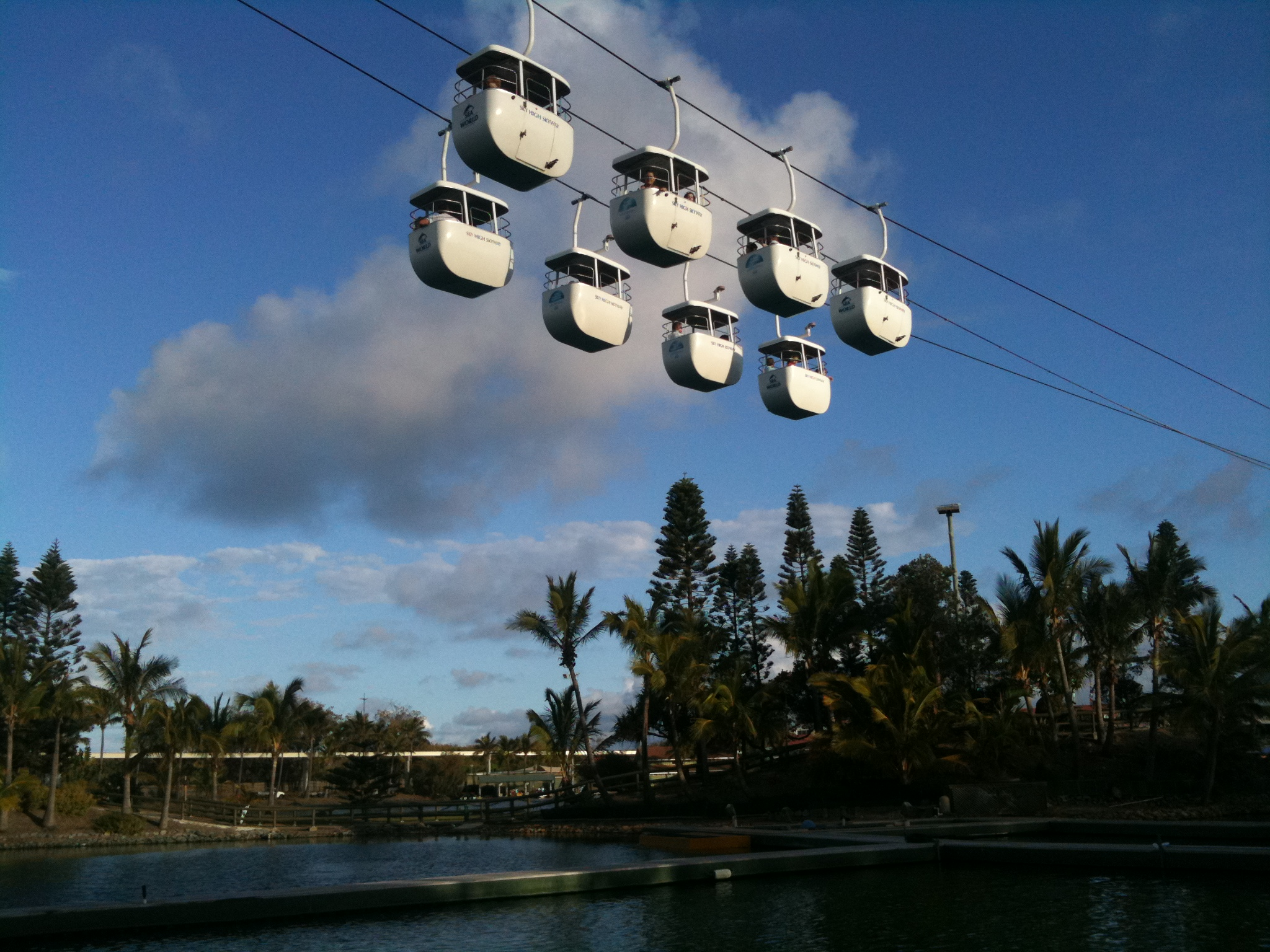
Sky High Skyway
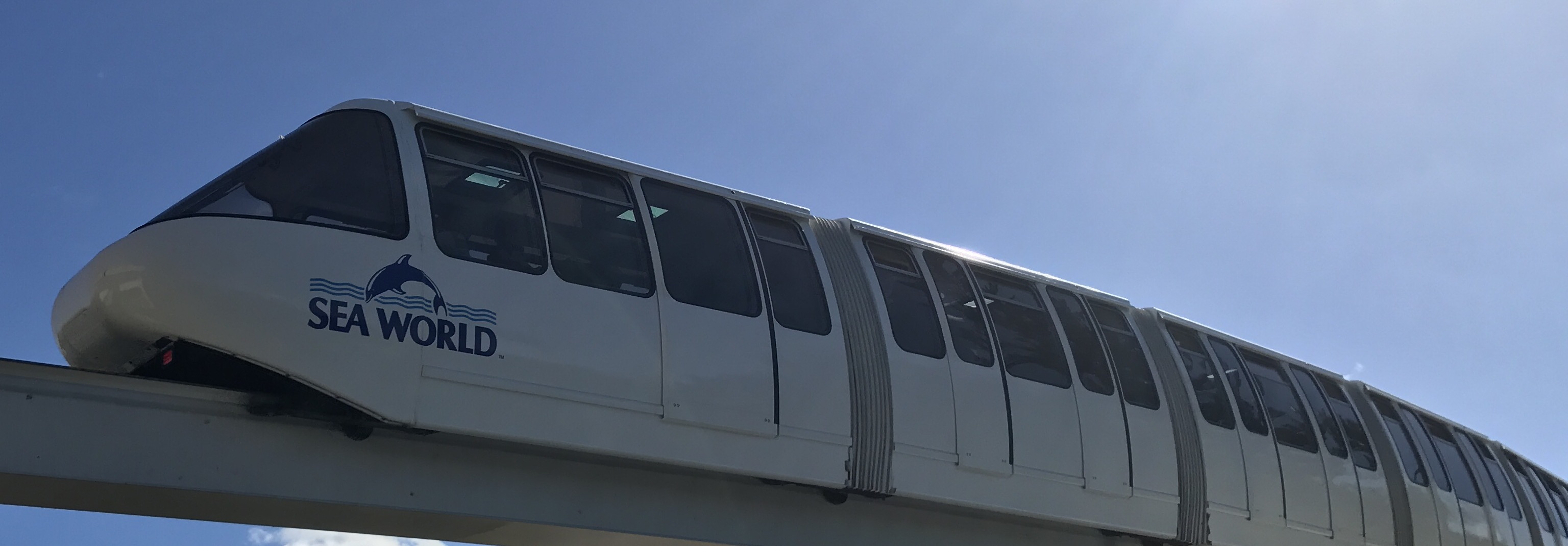
Monorail

### Spectacles
- Bert and Ernie's Island Holiday : spectacle des personnages de 1, rue Sésame.
- Fish Detectives : spectacle humoristique avec des phoques (2007).
- SpongeBob SquarePants 4-D : cinéma 4-D (1994) avec Bob l'éponge à l'affiche (2011).
- Imagine : spectacle de dauphins (2007).
- Pirates Unleashed : spectacle d'action aquatique sur le thème des pirates dans l'ancien lac pour ski nautique (2010).

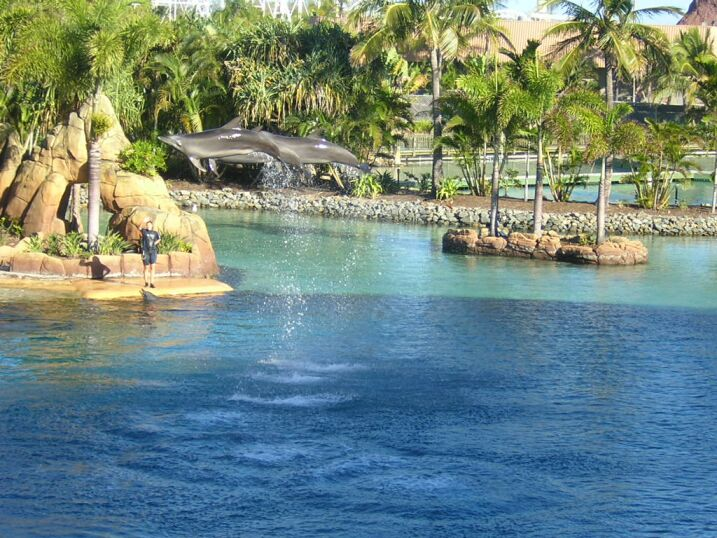
Spectacle de dauphins
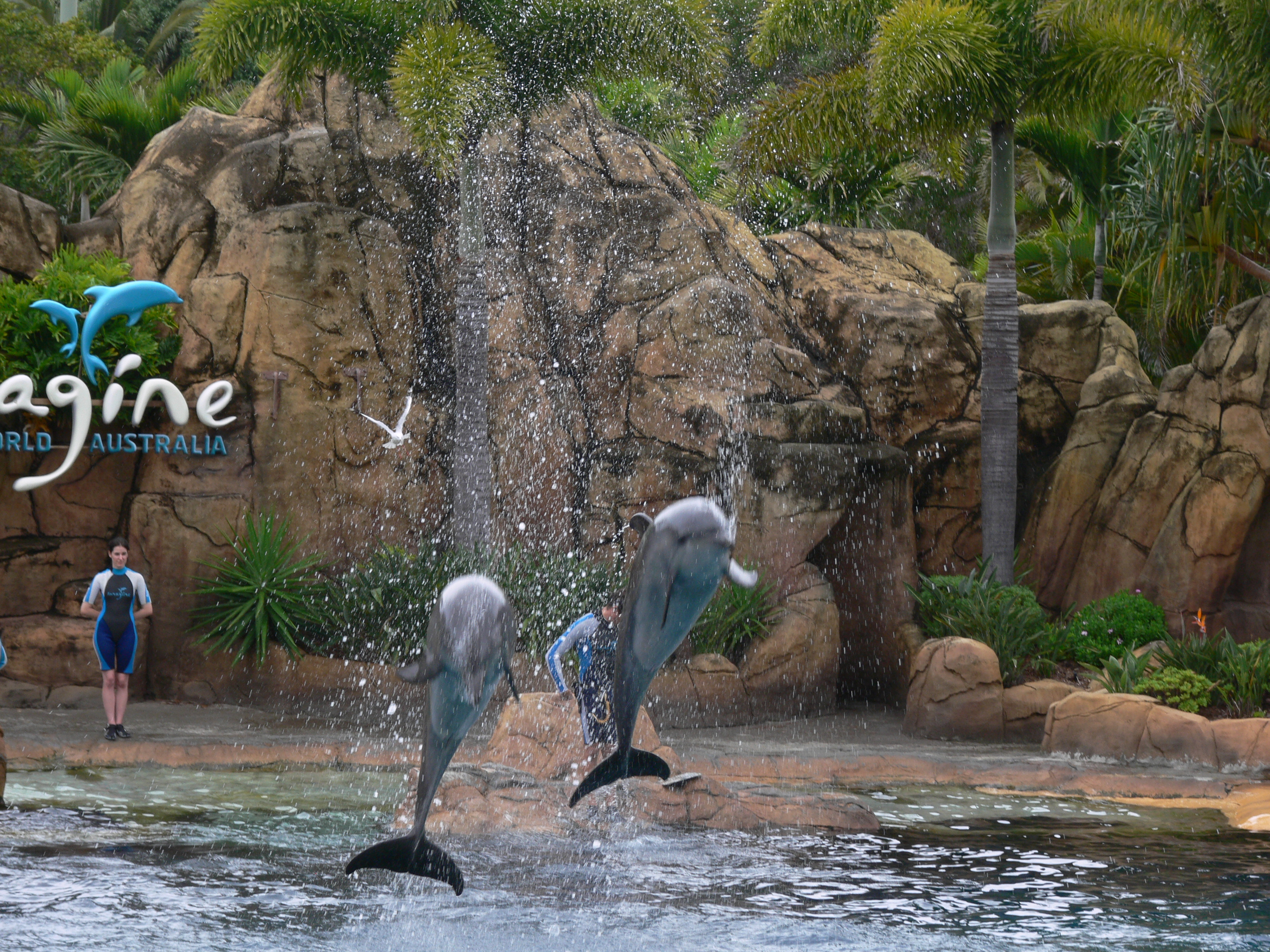
Imagine

### Expositions
- Dolphin Cove : lagon des dauphins de Imagine (1996).
- Dolphin Nursery Pool : nurserie des dauphins qui fait partie du programme d'élevage.
- Penguin Encounter : habitat des manchots royaux et manchots papous (2010).
- Penguin Point : habitat des manchots pygmées (2008).
- Polar Bear Shores : habitat des ours polaires (2000).
- Ray Reef : aquarium tactile de raies (2009).
- Rescue Point Lighthouse : exposition des réalisations de la Sea World's Research and Rescue Foundation.
- Seabird Rehabilitation Aviary : volière des oiseaux de mer. Programme de réhabilitation animale.
- Shark Bay : lagon des requins (2004).

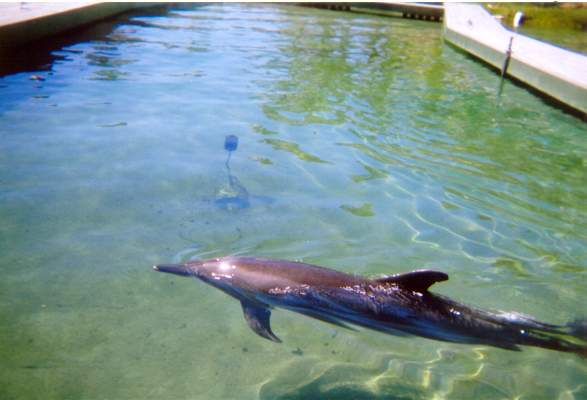
Dolphin Cove
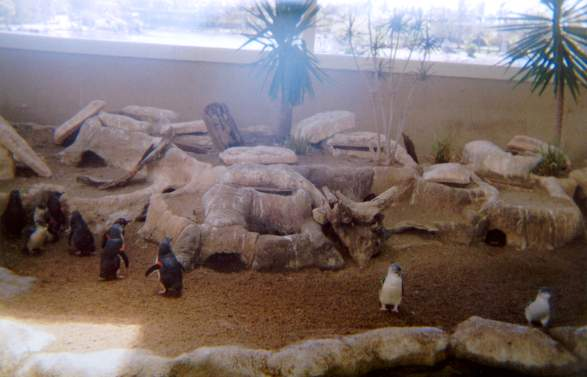
Penguin Point
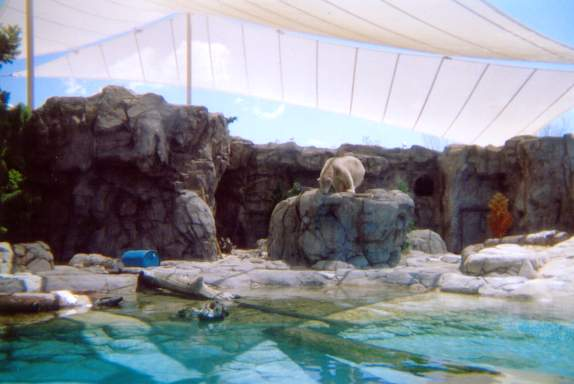
Polar Bear Shores
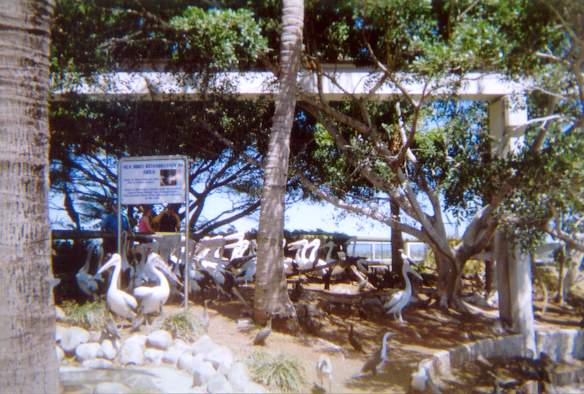
Seabird Rehabilitation Aviary
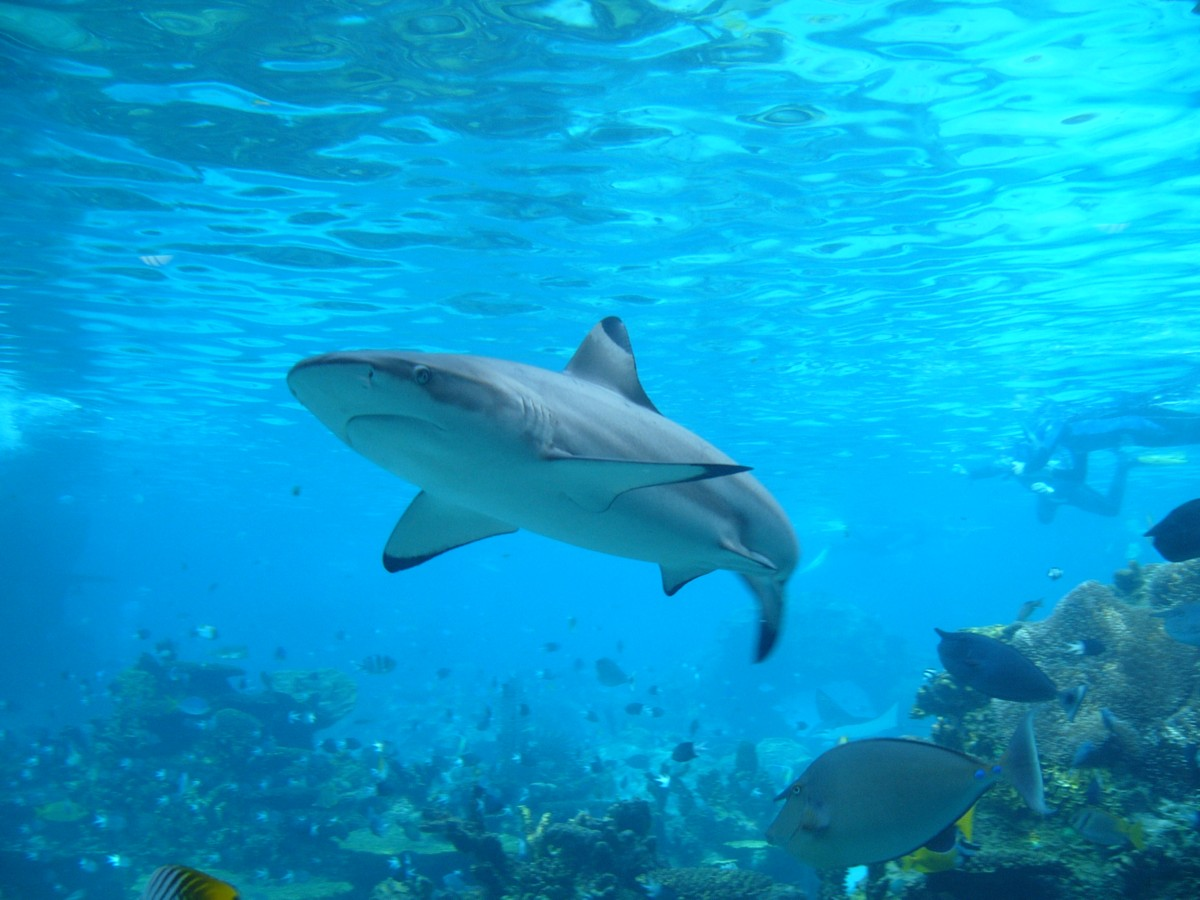
Shark Bay

### Attractions moyennant un supplément
- Animal Adventures : nage avec des animaux marins.
- Pedal Boats : pédalos.
- Sea World Whale Watch : croisière hivernale à la rencontre des baleines.
- Sea World Cruises : croisière le reste de l'année sur les canaux de la Gold Coast.
- Sea World Helicopters : différents vols en hélicoptère.

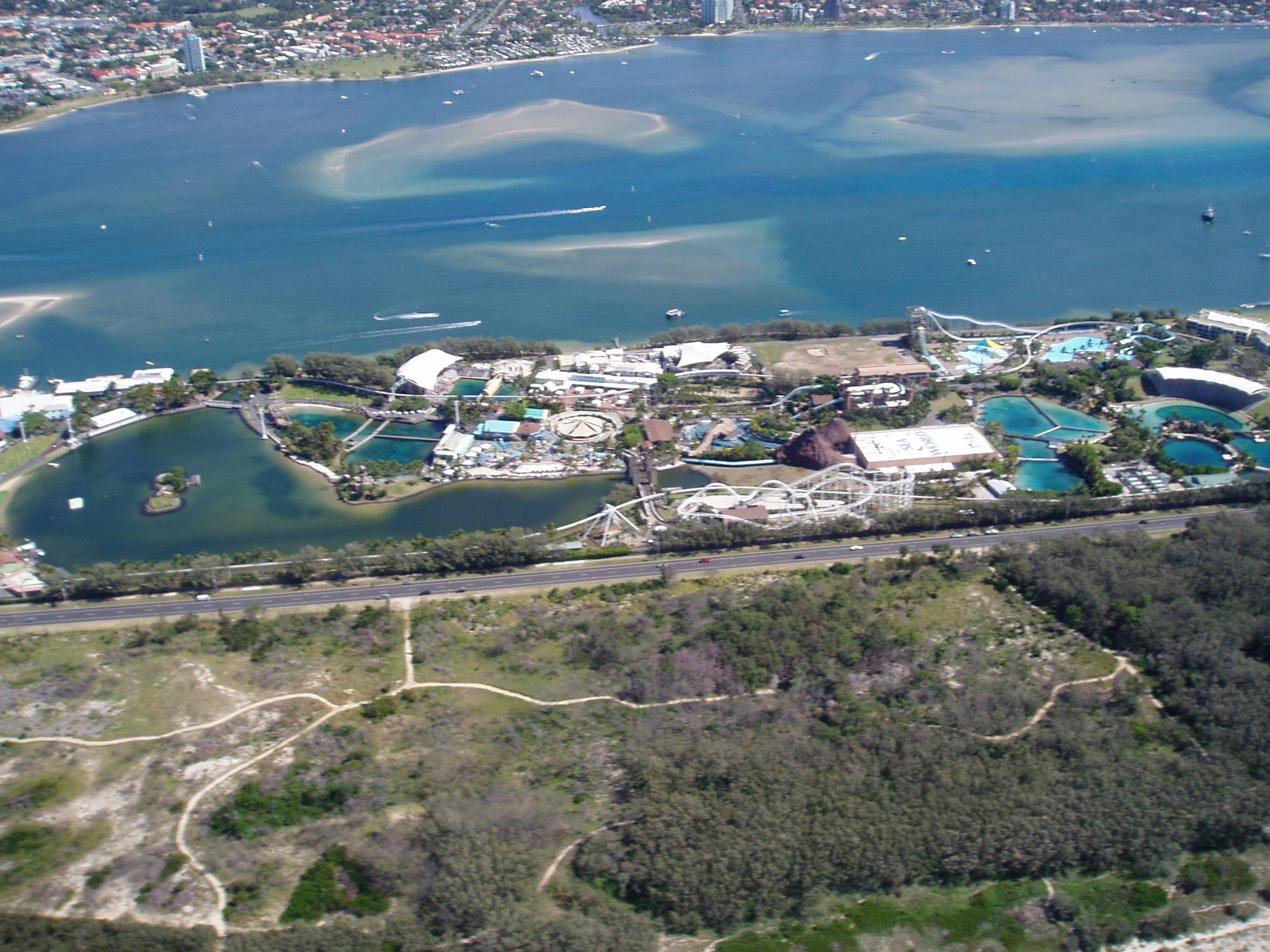
Vue du parc lors d'un vol en hélicoptère.
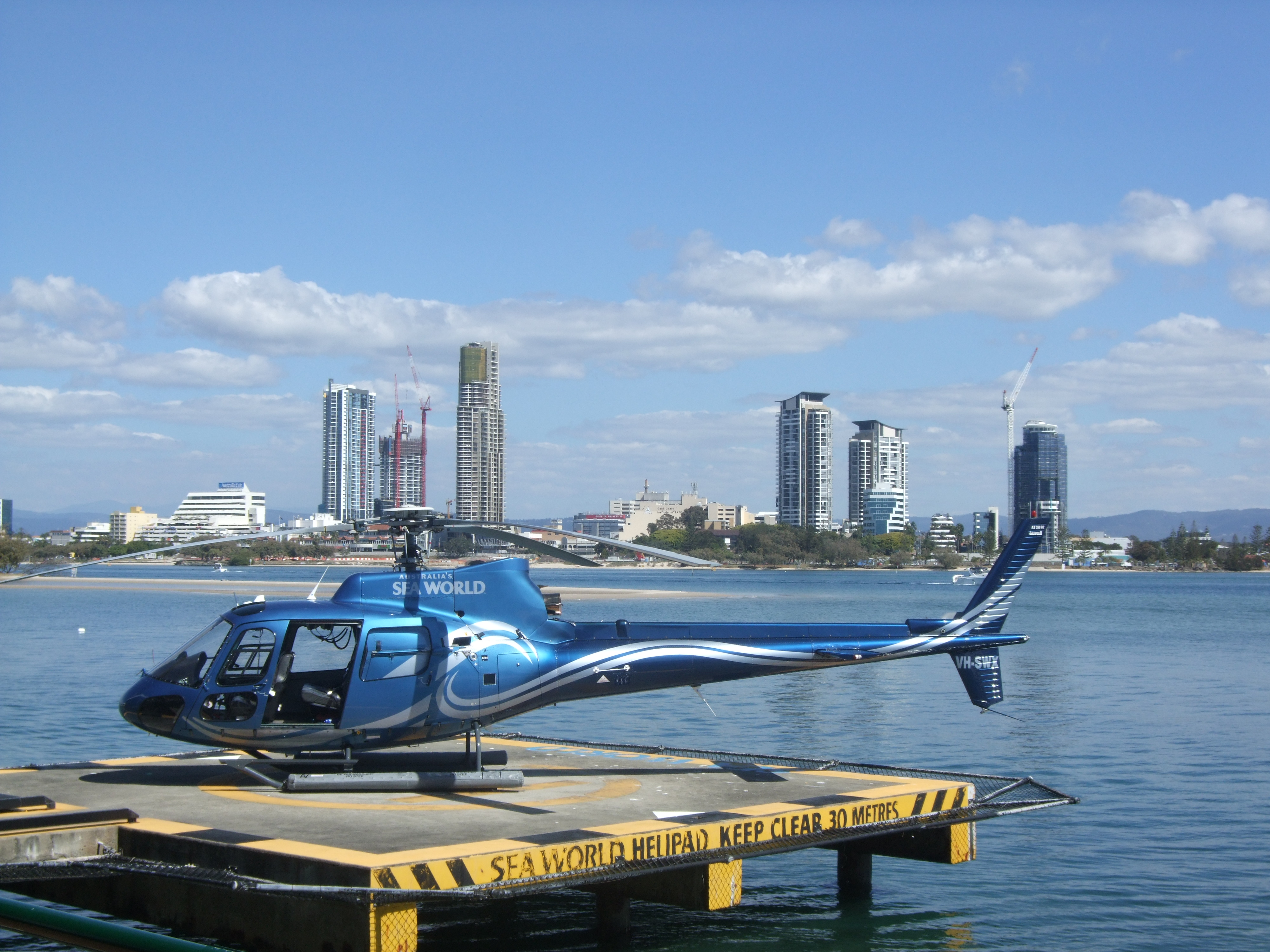
Hélicoptère Écureuil en 2008.
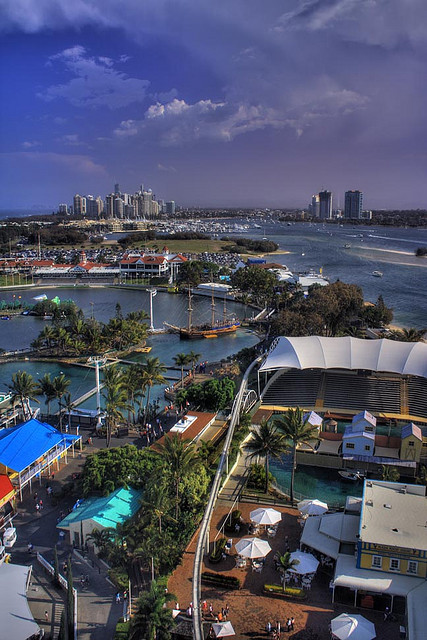
Vue aérienne de Sea World.

## Sea World Resort and Water Park
Le domaine Sea World Resort comprend également un parc aquatique ouvert en 1987. En 2008, le Sea World Water Park est inclus au domaine. Les visiteurs de Sea World accèdent au parc aquatique moyennant un supplément. En 2010, une partie du Sea World Water Park a été démolie pour faire place à Castaway Bay, la zone de Battle Boats et de deux aires de jeux.